# (2712) Keaton
(2712) Keaton ist ein Asteroid des Hauptgürtels, der am 29. Dezember 1937 von dem ungarischen Astronomen György Kulin am Konkoly-Observatorium in Budapest entdeckt wurde.
Der Name des Asteroiden wurde zu Ehren des US-amerikanischen Filmkomikers Buster Keaton gewählt.